# Mõisaküla (miasto)
Mõisaküla – miasto w południowej Estonii, w prowincji Viljandi, przy granicy z Łotwą.